# آن شيلكوك
آن شيلكوك (بالإنجليزية: Anne Shilcock)‏ لاعبة كرة مضرب بريطانية. هي إحدى بطلات الجراند سلام.

## بطولات حققتها
- بطولة ويمبلدون

## النهائيات

### الزوجي اللقب
| Date | البطولة        | الشريك         | المنافس                         | النتيجة  |
| 1955 | بطولة ويمبلدون | أنجيلا مورتيمر | شيرلي براشير باتريشيا وارد هيلز | 7–5, 6–1 |